# Afef Ben Ismail
Afef Ben Ismail (sinh ngày 17 tháng 3 năm 1994 tại Tunis) là một người lái xuồng nước rút người Tunisia.
Cô đã tham dự Thế vận hội Mùa hè 2012 tại London, Vương quốc Anh, ở nội dung K-1 500 mét nữ, nơi cô đã hoàn thành thứ sáu trong trận bán kết và không thể tham dự trận chung kết.